# Щема, Иван Владимирович
Иван Владимирович Щема — советский хозяйственный и государственный деятель, лауреат Государственной премии СССР за выдающиеся достижения в труде.

## Биография
Родился в 1940 году в Ростовской области. Член КПСС.
В 1955—2000 годах — слесарь, военнослужащий Советской армии, водитель, бригадир водителей автотранспортного предприятия Азовского объединения «Сельхозтехника».
За высокоэффективное использование техники, внедрение прогрессивной технологии в кормопроизводстве и сельском строительстве был в составе коллектива удостоен Государственной премии СССР за выдающиеся достижения в труде 1981 года.
Жил в Азове.

## Награды
- Орден Ленина
- Орден Трудового Красного Знамени